# Erich Liebermann-Roßwiese

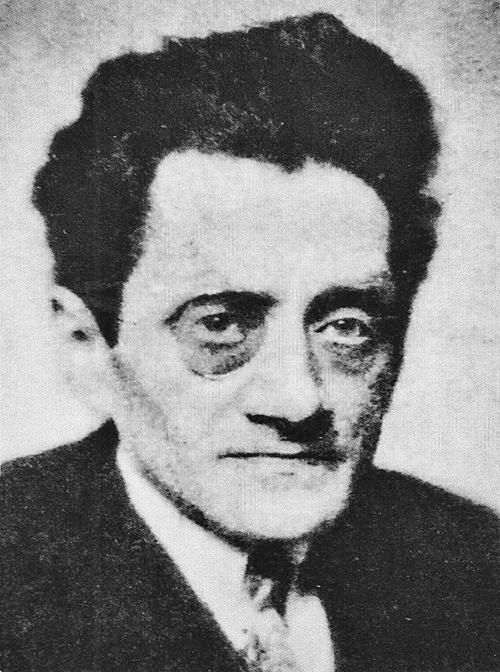
Erich Liebermann-Roßwiese,
Ende der 1920 Jahre

Erich Liebermann-Roßwiese (* 25. August 1886 in Roßwiese, Kreis Landsberg, Warthe; † 1942 im Ghetto Riga) war ein deutscher Pianist, Komponist und Librettist.

## Leben
Erich Liebermann-Roßwiese war der Sohn des Rittergutsbesitzers Hugo Liebermann-Roßwiese und dessen Ehefrau Gertrud. Im Alter von sechs bis zwölf Jahren hatte er Klavierunterricht. Er besuchte zunächst das Gymnasium in Landsberg, Warthe, und danach das Königstädtischen Gymnasium in Berlin. Von 1907 bis 1909 studierte er Musik am Sternschen Konservatorium und an der Universität in Berlin sowie danach von 1909 – mit kurzer Unterbrechung –  bis 1913 an der Universität München.
Am 20. September 1911 heiratete er Jerta Seutter von Lötzen (1887–1967). 1914 ging das Paar nach Leipzig. Hier trat er als Pianist auf und gründete das Liebermann-Roßwiese-Trio. Er wirkte ferner als Klavierlehrer, Komponist und Librettist. Die Wohnadresse war Bleicherstraße 7 in Leipzig-Eutritzsch.
Erich Liebermann-Roßwiese gehörte dem Reichsverband deutscher Tonkünstler und Musiklehrer an und war ab 1921 verantwortlicher Redakteur der Programme der Philharmonischen Konzerte in Leipzig. 1928 wurde er Mitarbeiter der 1924 gegründeten Mitteldeutschen Rundfunk AG (MIRAG, Vorläuferin des MDR), zunächst als Leiter der Schallplattenabteilung und ab 1930 als Leiter der Konzertabteilung. Von 1932 bis 1933 war er Dozent für Rundfunkmusik an dem von der MIRAG initiierten Rundfunkinstitut, das dem  Landeskonservatorium der Musik angegliedert war.

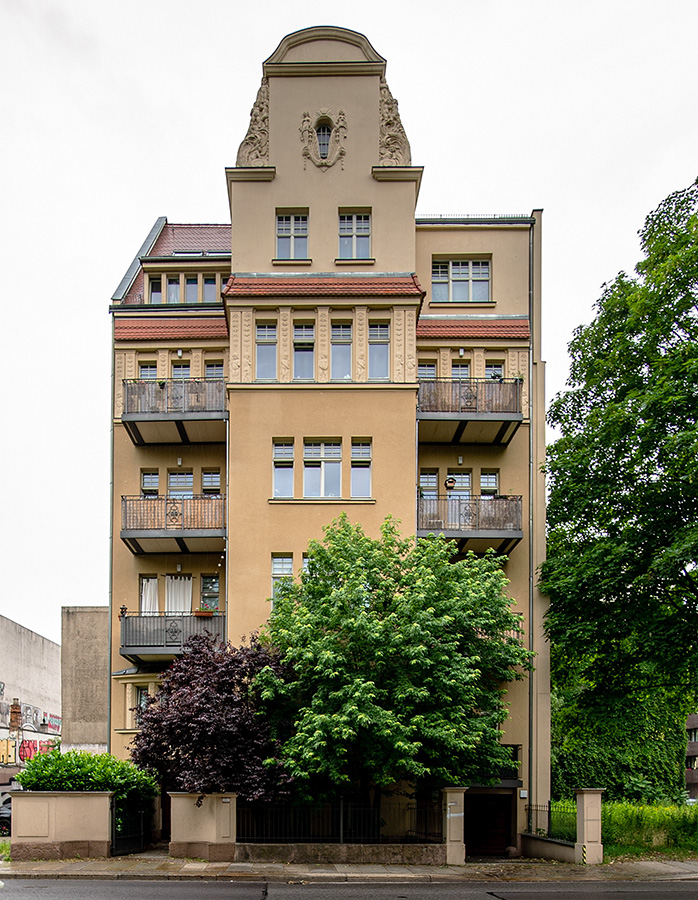
Floßplatz 26 (2021) – seine Wohnung ab 1930

1928 wurde die Ehe mit Jerta Seutter von Lötzen geschieden, und 1930 heiratete er die Sängerin und Gesangslehrerin Rosalie Auguste, geb. Arnold, geschiedene Michael (* 1891), die drei Kinder mit in die Ehe brachte. Erich Liebermann-Roßwiese zog in die Wohnung zu seiner neuen Ehefrau im zweiten Stock am Floßplatz 26.
Liebermann-Roßwiese war 1910 evangelisch getauft worden, galt aber wegen seiner jüdischen Vorfahren dennoch nach 1933 als Jude und verlor im Zuge der Gleichschaltung des Rundfunks seine Stellung. Er ging zunächst nach Wien, um möglicherweise beim Österreichischen Rundfunk eine Anstellung zu finden, was aber nicht gelang. Sein Vater, der inzwischen in Wien lebte, konnte ihm auch nicht helfen. 1935 kehrte er nach Leipzig zurück und versuchte nun, eine Stellung in der Türkei zu erlangen, was ebenfalls misslang. Auch eine Bewerbung beim Niederländischen Rundfunk 1938 schlug fehl.
Um seine Familie vor Repressalien zu schützen, ließ er sich im Dezember 1938 zum Schein scheiden und zog in eine nahegelegene Behausung im Musikviertel und später in das Judenhaus Lortzingstraße 14. An beiden Stellen besuchte ihn seine Exfrau.
Am 21. Januar 1942  wurde er mit dem ersten Leipziger Deportationstransport jüdischer Bürger in das Ghetto Riga verschleppt. Sein Stiefsohn Wolfgang Michael war als Wehrmachtssoldat zufällig in Riga stationiert und konnte noch einen Kontakt zu seiner Mutter herstellen, bevor noch 1942 Erich Liebermann-Roßwiese ermordet wurde.

## Kompositionen (Auswahl)
- Wer zuletzt lacht, Musik zu einem musikalischen Lustspiel, uraufgeführt im Rundfunk Leipzig, 1927.
- Fünf Liebeslieder für Tenor und Klavier, Text: Hafis (Das wundervollste Licht, Längst gekannt, Ermahnung, Liebeslied, Wunsch).
- Sieben Liebeslieder für Sopran und Klavier, aus: Japanischer Frühling (Jubel, Sehnsucht nach der Nachtigall, Täuschung, Der Blütenzweig, Die Träume, In Erwartung, Noch einmal).
- Ich schlaf, ich wach, für eine Singstimme und Klavier, Text: unbekannt, aus dem Altdeutschen, ca. 1938.

## Verwandtschaft
Erich Liebermann-Roßwiese war ein Urenkel des Textilunternehmers Josef Liebermann (1783–1860). Sein 14 Jahre älterer Bruder Franz Josef Moritz (1872–1931) war Jurist in der Schweiz. Dessen Sohn war der Komponist Rolf Liebermann (1910–1999), also Erichs Neffe. Der Maler Max Liebermann (1847–1935) war ein Cousin des Vaters von Erich Liebermann-Roßwiese.

## Würdigungen
Am 17. Juni 2025 wurde Liebermann-Roßwiese zum Gedenken ein Stolperstein vor seinem ehemaligen Wohnhaus am Floßplatz 26 verlegt. Zuvor hatten seit dem Frühjahr 2024 Schülerinnen und Schüler der Thomasschule zu Leipzig zu seiner Biografie recherchiert.